# Armand Apell
Hermann „Armand” Apell (ur. 16 stycznia 1905 w Strasburgu, zm. 3 lipca 1990 tamże) – francuski bokser, srebrny medalista Letnich Igrzysk Olimpijskich w 1928 w Amsterdamie w kategorii muszej. W finale przegrał z Antalem Kocsisem.